# Посольство Бурунди в России
Посольство Республики Бурунди в Российской Федерации — официальная дипломатическая миссия Бурунди в России, расположена в Москве на Якиманке на Калужской площади. Дипломатические отношения между СССР и Бурунди были установлены в 1962 году.

## Дипломатические отношения
Дипломатические отношения с Бурунди установлены 1 октября 1962 года. Бужумбура признала Российскую Федерацию в качестве правопреемника бывшего СССР 6 января 1992 года. Двусторонние связи с Бурунди традиционно носят дружественный характер, хотя после распада СССР их объём, особенно в экономической сфере, существенно сократился.

## Послы Бурунди в России
- Аполлония Симбизи (1997—2001)[2]
- Жермен Нкешимана (2001—2006)
- Ренова Ндайирукийе (2006—2009)
- Гийом Рузовийо (2009—2011)
- Изидор Нибизи (2011—2014)

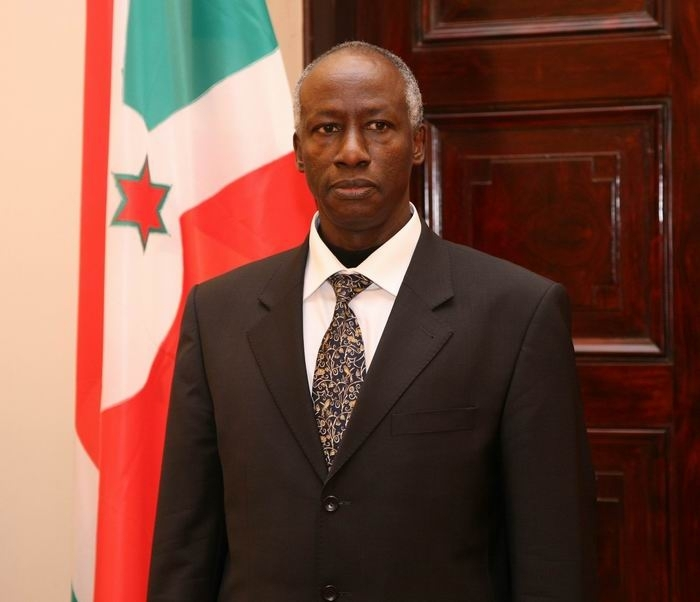
Ренова Ндайирукийе. Посол Бурунди в России (2006—2009)

- Эльза Низигама Нтамагиро (2014—2016)
- Эдуар Бизимана (2016—2022)
- Жозеф Нкурунзиза (с 2023)